# Adam Kårsnäs
Adam Kårsnäs Dozzi, född i Ludvika 12 mars 1967, är en svensk musiker (trumslagare).
Adam Kårsnäs Dozzi växte upp i Uppsala. Han har arbetat och turnerat med artister som Nils Landgren, Magnum Coltrane Price, Ray Parker JR, The Crusaders, Sarah Dawn Finer, Magnus Carlsson, Nordman, Daniel Lindström, A-ha, Laura Pausini, Anna Sahlin, Peter Barlach, Craig David med flera. Adam Kårsnäs Dozzi har också medverkat som studiomusiker,  musiker eller kapellmästare i tv-program som; La mejor canción jamás cantada ( Spanien), OT Operacion Triunfo ( Spanien), El Numero Uno ( Spanien), Stjärnor hos Babben, Singing Bee, Musikmaskinen, Sing-A-Long, Sing Sing, Förfest hos Gabriel och Riktig talkshow.
Adam Kårsnäs Dozzi har även givit ut egen musik under artistnamnet Adam.